# Heosemys depressa
Heosemys depressa är en sköldpaddsart som beskrevs av den brittiske forskningsresanden John Anderson 1875. Heosemys depressa ingår i släktet Heosemys och familjen Geoemydidae. Internationella naturvårdsunionen kategoriserar arten globalt som akut hotad. Inga underarter finns listade i Catalogue of Life.
Arten förekommer i norra Myanmar nära gränsen mot Kina.